# Úhřetická Lhota
Úhřetická Lhota település Csehországban, a Pardubicei járásban. Úhřetická Lhota Úhřetice, Pardubice, Dvakačovice és Kostěnice településekkel határos. Lakosainak száma 334 fő (2024. január 1.).

## Népesség
A település lakosságának változását az alábbi diagram mutatja:
| Lakosok száma | 366  | 374  | 341  | 288  | 238  | 221  | 272  | 282  | 284  | 334  |
|               | 1869 | 1890 | 1921 | 1950 | 1980 | 2001 | 2017 | 2019 | 2022 | 2024 |